# 伊利吉斯·坦塔舍夫
伊利吉斯·坦塔舍夫（俄语：Ильгиз Танташев，羅馬化：Ilgiz Tantashev，1984年4月5日—），乌兹别克斯坦足球裁判，2013年起担任FIFA国际裁判。
坦塔舍夫曾执法2018年國際足協世界盃外圍賽亞洲區12强赛、亚洲冠军联赛16强赛。